# Erinaceus amurensis
Erinaceus amurensis är en art i familjen igelkottar och en nära släkting till den västeuropeiska igelkotten.
Arten blir 16 till 29 cm lång (huvud och bål), har en 1,7 till 4,2 cm lång svans och den väger 600 till 1000 g. Liksom hos andra igelkottar är ryggen, huvudets topp och kroppssidorna täckta av taggar. Det finns vita taggar och andra taggar som är vit- eller gulaktig vid roten, brun eller mörkbrun i mitten samt ljusbrun eller ljusgrå vid spetsen. Undersidan och ansiktet är täckta av ljusbrun päls. Erinaceus amurensis har ett robustare huvud än den europeiska igelkotten.
Djuret förekommer i nordöstra Kina, i Ryssland vid låglandet kring floden Amur och på Koreahalvön. Den vistas i olika habitat men undviker höga bergstrakter, träskmarker och jordbruksmark.
Födan utgörs huvudsakligen av daggmaskar och andra ryggradslösa djur. Mera sällan äter igelkotten frukter och små ryggradsdjur. Den är vanligen aktiv mellan skymningen och gryningen.
Denna igelkott intar mellan oktober och våren under längre tider ett stelt tillstånd (torpor). Honor kan varje år ha en eller två kullar med 4 till 6 ungar per kull.
Arten är inte hotad och listas av IUCN som livskraftig (LC).